# 第5師管
第5師管（だいごしかん）は、1873年から1940年まであった日本陸軍の管区で、全国に6から18置かれた師管の一つである。1885年までは東北地方に置かれた鎮台制の師管、1885年から1888年までは同じく鎮台制で東海地方に置かれた師管、1888年からは中国地方にある師団制の師管で、制度・地域とも異なる。師団制の第5師管は第5師団が管轄した。1940年に広島師管に改称した。

## 鎮台制の第5師管

### 東北地方北部 (1873 - 1885)、歩兵第5連隊
はじめて師管が置かれたのは、鎮台配置から2年後の1873年（明治6年）7月19日に布告された鎮台条例改定による。6つの軍管のうち、第2軍管が、第4師管と第5師管を管下にした。第5師管は青森を営所としており、その地名から青森師管とも呼ばれた。東北地方の北部にあたり、盛岡、秋田、山形に分営を置くことが定められた。
- 1873年7月 - 1885年5月の管区
  - 第2軍管
    - 第4師管（仙台師管）
    - 第5師管（青森師管）

### 愛知県の大部分、静岡県の大部分、長野県の南半分、三重県の大部分 (1885 - 1888)、歩兵第5旅団
1885年（明治18年）5月18日制定・公布の太政官第21号で鎮台条例の改正があり、師管の番号が振りなおされた。それにより、大略、旧第5師管の区域は新しい第4師管に引き継がれ、旧第6師管の区域が新しい第5師管に引き継がれた。新第5師管は東海地方に広がっており、尾張国のうち東春日井郡・西春日井郡・丹羽郡を除く1区6郡、三河国、遠江国、駿河国、信濃国の南半分（東筑摩郡・西筑摩郡・諏訪郡・南安曇郡・北安曇郡・上伊那郡・下伊那郡の7郡）、伊勢国、志摩国、紀伊国のうち南牟婁郡と北牟婁郡を範囲とした。現在の都道府県でいうと、愛知県の大部分、伊豆地方を除く静岡県、長野県、伊賀地方を除く三重県にあたる。
第5師管は第6師管とともに名古屋鎮台が管轄する第3軍管の下にあった。名古屋鎮台の平時の兵力の大部分は第5師管に配備された。具体的には名古屋に歩兵第6連隊と歩兵第19連隊、騎兵第3連隊、砲兵第3連隊、工兵第3大隊、輜重兵第3大隊が集中し、豊橋に歩兵第18連隊が置かれた
- 1885年5月 - 1888年4月30日 の管区
  - 第3軍管
    - 第5師管
    - 第6師管

### 師管から旅管へ、軍管から師管へ
1888年に、鎮台が廃止されて師団制が施行されることになり、明治21年勅令第32号（5月12日制定、14日公布）で、陸軍管区は軍管 - 師管の2階層から師管 - 旅管 -大隊区の3階層に変わった。地域区分では、従来の軍管が同じ番号の師管に引き継がれ、従来の師管は同じ番号の旅管に引き継がれた。そこで、従来の第5師管は新しい第5旅管に引き継がれ、従来の第5軍管が新しい第5師管に引き継がれることになった。
新しい第5旅管は、第3師管のもとで東海地方を範囲としたが、区域に変更があった。名古屋を含む愛知県の大部分を占めたのは同じだが、以前から例外だった東春日井郡・西春日井郡・丹羽郡に加えて葉栗郡と中島郡も第6旅管に属した。長野県は全部が第1旅管に移り、かわりに静岡県の全部を範囲にした。
古い第5軍管は広島鎮台の管区で、おおよそ現在の中国・四国地方を管区とした。中国地方の第5軍管は備中国と出雲国以西で、備前国・美作国・伯耆国より東は隣の第4師管に属した。現在の都道府県にあてはめると、四国の全域と、山口県・広島県・島根県の各全域、それに岡山県の東部が第5軍管であった。これが変更なく新しい第5師管に引き継がれた。

## 師団制の第5師管

### 第5師団と第5師管の関係
師団制の師管は、同じ番号の師団のための徴兵と密接に結びついており、第5師団の兵士は第5師管に戸籍を持つ男子から徴集された。また、第5師管から徴兵された兵士は第5師団に入るのが原則であった。だがこれにはいくつか例外があり、まず、独自の師管を持たない近衛師団には、全国の師管から兵士が送られた。また、朝鮮、台湾の植民地に常駐する部隊にも内地の師管が兵卒が送られた。時には、人口が少ない師管にある師団にも融通された。
師管はまた国内反乱鎮圧と、外国の侵攻に対して出動する師団の担任地域でもある。明治時代には優勢な外国海軍が瀬戸内海に侵入する可能性が考えられていた。しかし、重要な関門海峡の防備は、1890年以降、隣の第6師管に委ねられた。

### 山口県・広島県・島根県・岡山県東部・四国 (1888 - 1896)
師団制発足当初の第5師管は、おおよそ中国・四国地方を管轄した。その詳細は#師管から旅管へ、軍管から師管へに記した。師管は二分して中国地方が第9旅管、四国地方が第10旅管になった。第9旅管のもとには、通常の4大隊区のほか、離島の隠岐国に隠岐警備隊区が置かれた。
- 第5師管（1888年5月21日 - 1896年3月31日以降）
  - 第9旅管
    - 広島大隊区
    - 尾ノ道大隊区
    - 山口大隊区
    - 松江大隊区
    - 隠岐警備隊区

  - 第10旅管
    - 丸亀大隊区
    - 徳島大隊区
    - 松山大隊区
    - 高知大隊区

### 山口県の大部分・広島県・島根県・岡山県東部・四国 (1890 - 1896)
1890年、明治23年勅令第82号（5月19日制定、20日公布）で、山口県の赤間関市（後の下関市）と豊浦郡が隣の第6師管に移った。関門海峡の防衛を一つの司令部の指揮下におくためである。大隊区の構成は変わらない。日清戦争にはこの体制で対応した。

### 山口県の大部分・広島県・島根県・岡山県東部 (1896 - )
1896年に陸軍の師団をほぼ倍増する軍拡が実施されたとき、明治29年勅令第82号（3月14日制定、16日公布、4月1日施行）によって陸軍管区表も改正された。このとき、従来の師管を二分して新しい師管を作り出したため、師管もほぼ倍増になった。このとき、従来の旅管を廃止して同じ地区を師管とし、従来の大隊区を廃止して同じ地区を連隊区とする、というように、区分を格上げすることで、区割り変更を最小限にとどめる工夫がとられた。それまでの第5師管は、中国地方の第5師管と四国地方の新設第11師管に分かれた。連隊区の構成は従来の第9旅管のものがほを受け継いだが、松江大隊区だけは浜田連隊区に所在地を変更した。
- 第5師管（1896年4月1日以降 - 1903年2月12日）
  - 広島連隊区
  - 尾道連隊区
  - 山口連隊区
  - 浜田連隊区
  - 隠岐警備隊区

1903年、明治36年勅令第13号（2月13日制定・14日公布）で、区割りはそのままで、ふたたび旅管を置いた。これが日露戦争のときの管区である。
- 第5師管（1903年2月13日 - 1907年9月17日以降）
  - 第9旅管
    - 広島連隊区
    - 尾道連隊区

  - 第21旅管
    - 浜田連隊区
    - 山口連隊区
    - 隠岐警備隊区

### 広島県西部・山口県の大部分・4郡を除く愛媛県 (1907 - 1915)
1907年にさらに師団数が増えたとき、中国地方に岡山を中心にした第17師管が新設された。明治40年軍令陸第3号（9月17日制定、18日公布、漸次施行）で、第5師管は岡山県部分と広島県東部、島根県を新師管に移し、かわりに第11師管から愛媛県の大部分を入れた。愛媛県のうち四国の第11師管に残ったのは、上浮穴郡・周桑郡・新居郡・宇摩郡の4郡である。連隊区では、尾道・浜田の2連隊区を第17師管に移管し、かわりに松山連隊区を第11師管から得て、新たに岩国連隊区を設けた。
- 第5師管（1907年9月17日以降 - 1924年5月6日）
  - 第9旅管
    - 広島連隊区
    - 松山連隊区

  - 第21旅管
    - 山口連隊区
    - 岩国連隊区

### 広島県西部・山口県の大部分・3郡を除く愛媛県 (1915 - 1920)
1915年、大正4年軍令陸第10号（9月13日制定、14日公布）で、愛媛県上浮穴郡を第11師管から譲られた。また、連隊区の境界に細かな変更があった。

### 広島県西部・山口県の大部分・2郡を除く愛媛県 (1920 - 1924)
1920年、大正9年軍令陸第10号（8月7日制定、9日公布、10日施行）により、第11師管の飛び地となっていた愛媛県周桑郡が、第5師管に移された。第11師管からは広島県双三郡も譲られた。連隊区の構成は変わらなかった。
1924年、大正13年軍令陸第第4号（5月5日制定、7日公布）により、旅管が廃止になり、師管の下に直接連隊区が属することになった。この改正で師管と連隊区の境界は変わらなかった。
- 第5師管（1924年5月7日 - 1925年4月30日）
  - 広島連隊区
  - 松山連隊区
  - 山口連隊区
  - 岩国連隊区

### 広島県・山口県の大部分・島根県西部 (1925 - 1940)
1925年に陸軍の4個師団が削減されると、師管もまた数を減らすことになり、大正14年軍令陸第2号（4月6日制定、4月8日公布、5月1日施行）で陸軍管区表が改定された。このとき東隣の第17師管が廃止されたため、第5師管は東に広がった。新しい第5師管は、広島県の全域と、山口県は従前通りに下関市と豊浦郡を除く大部分、そして石見国全部と出雲国2郡（簸川郡と飯石郡）からなる島根県西部を範囲とした。愛媛県は第11師管に譲った。連隊区では、第17師管から福山連隊区と浜田連隊区を入れ、岩国連隊区を廃止し、松山連隊区を第11師管に移した。
- 第5師管（1925年5月1日 - 1940年7月31日）
  - 広島連隊区
  - 福山連隊区
  - 浜田連隊区
  - 山口連隊区

## 広島師管・師管区・軍管区への改名と廃止 (1940 - 1945)
全国の師管の名称は、1940年8月1日に、昭和15年軍令陸第20号（7月24日制定、26日公布、8月1日施行）によって、番号をやめて地名をとった。第4師管はなくなり、広島師管に引き継がれた。連隊区と管区は当面そのままだったが、1941年、1942年の変更を経て、1945年には広島師管区に改編され、続いて中国軍管区に格上げになった。8月の敗戦とともに軍管区・師管区の意義は失われ、翌1946年に法令上も廃止された。